# Siłownia okrętowa

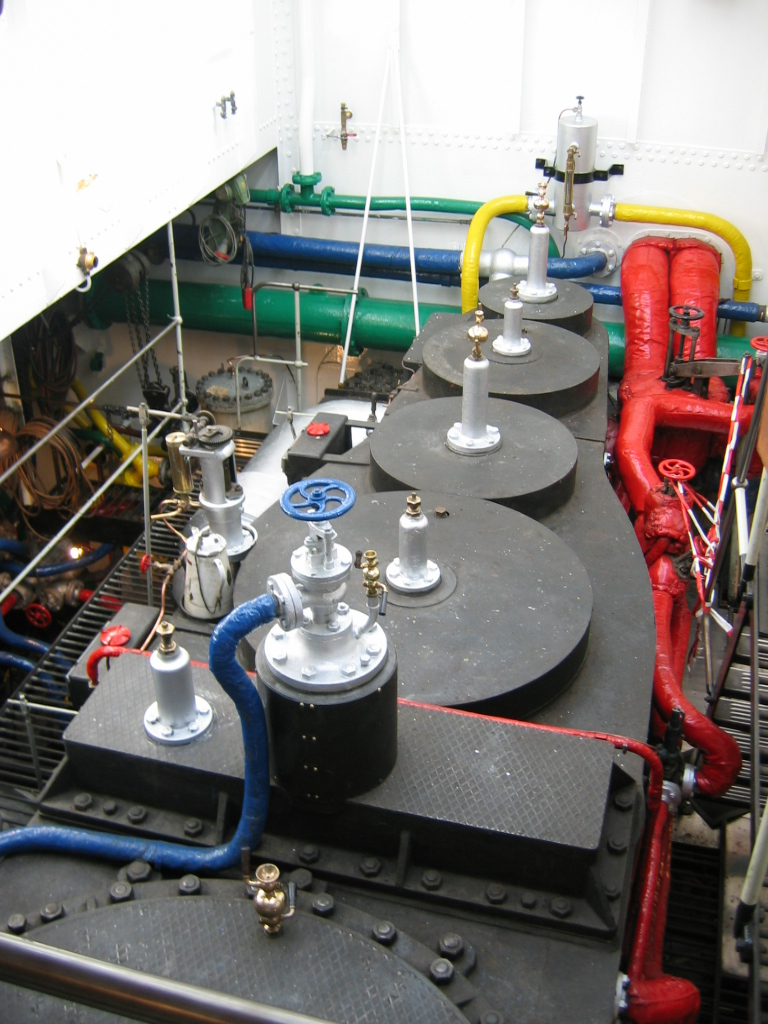
Maszyna parowa lodołamacza SS Stettin

Siłownia okrętowa (maszynownia okrętowa) – podsystem funkcjonalny statku wodnego, okrętu, którego podstawowym zadaniem jest wytworzenie trzech rodzajów energii:
- mechanicznej (służącej do napędu statku)
- elektrycznej (pokrywającej zapotrzebowanie jednostki na prąd elektryczny podczas żeglugi i postoju w porcie)
- cieplnej (niezbędnej do grzania pomieszczeń, ładunku, uzyskiwania ciepłej wody użytkowej, pary technologicznej).

Siłownia okrętowa rozmieszczona jest w jednym lub w kilku przedziałach wodoszczelnych.

## Podział siłowni okrętowych

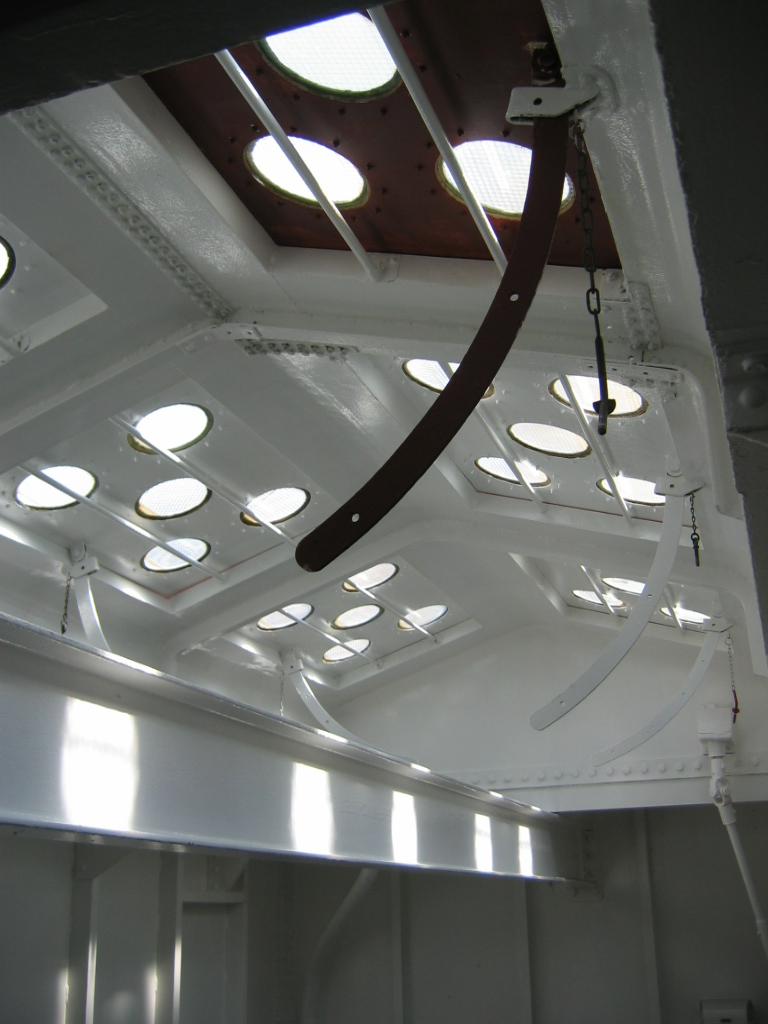
Świetlik w szybie siłowni

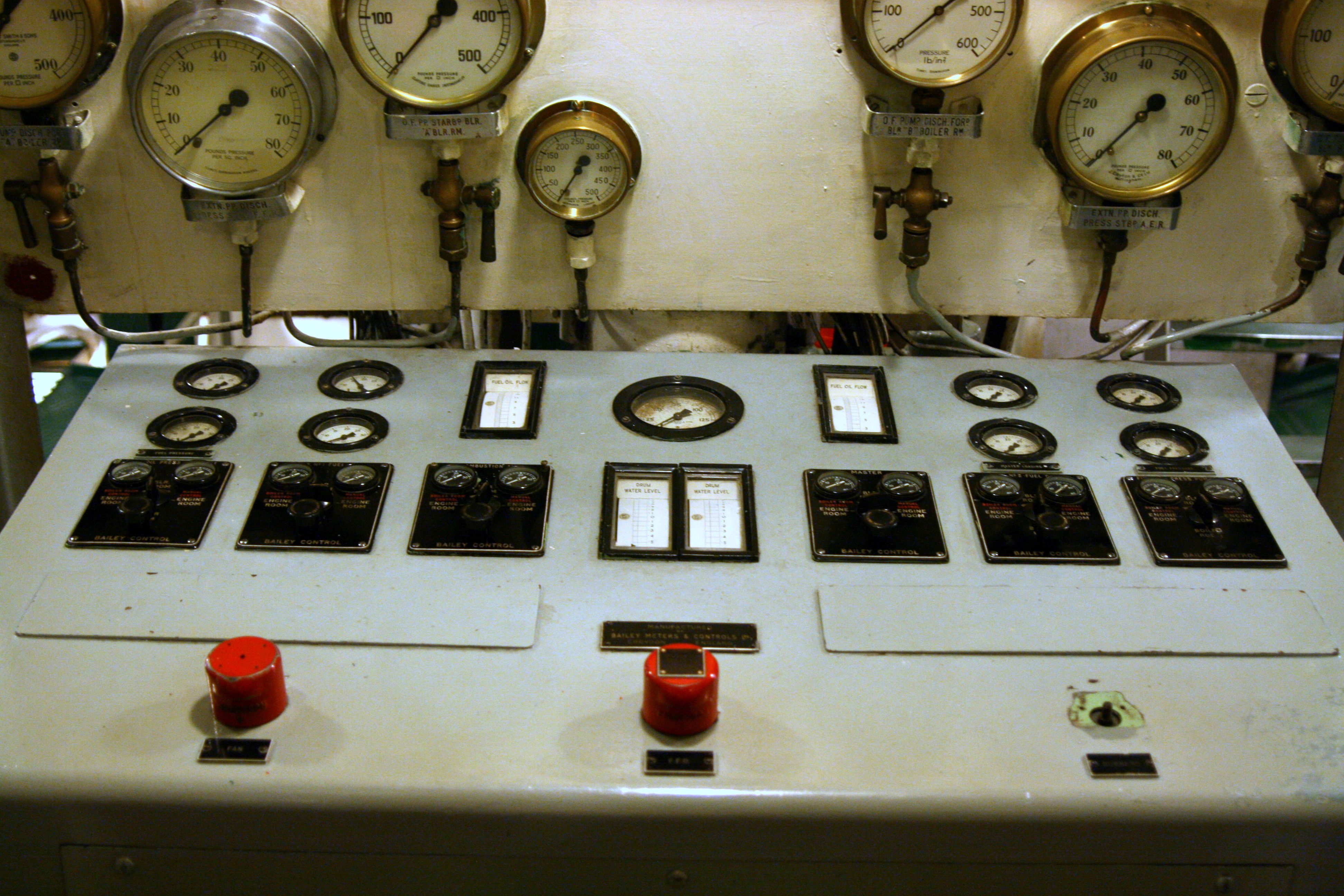
Panel kontrolny silnika głównego

Każda siłownia okrętowa ze względu na pełnione funkcje składa się z:
- siłowni okrętowej głównej – bezpośrednio związanych z realizacją podstawowego zadania siłowni okrętowej: napędzania wału śruby (lub kilku wałów) lub dostarczanie energii elektrycznej do silnika elektrycznego (lub kilku) napędzających pędnik wodny – np. przy napędzie spalinowo-elektrycznym.
- siłowni okrętowej pomocniczej – zabezpieczającej pracę mechanizmów głównych oraz realizujących pozostałe zadania siłowni okrętowej – wytwarzanie energii elektrycznej, cieplnej, pracę mechanizmów pomocniczych, instalacji statkowych.

Siłownie ze względu na sposób wytwarzania energii mechanicznej dzielą się na:
- siłownie okrętowe parowe
  - tłokowe
  - turbinowe
- siłownie okrętowe spalinowe
  - tłokowe
  - turbinowe
- siłownie okrętowe atomowe (różniąca się tylko sposobem wytwarzania energii cieplnej niezbędnej do uzyskiwania pary – w reaktorze atomowym)

Można je też podzielić na sposób komplikacji:
- tradycyjne (przekazujące energię mechaniczną na pędniki wodne)
  - z jednym silnikiem głównym
  - z wieloma silnikami głównymi (po jednym na jeden wał)
- kombinowane (przekazujące energię mechaniczną na pędniki wodne)
  - CODOG
  - CODAD
  - CODAG
  - CODLAG
  - COGAG
  - COGOG
  - COSAG
  - CONAS
- elektryczne
  - spalinowo-elektryczne
  - parowo-elektryczne

## Siłownie okrętowe parowe

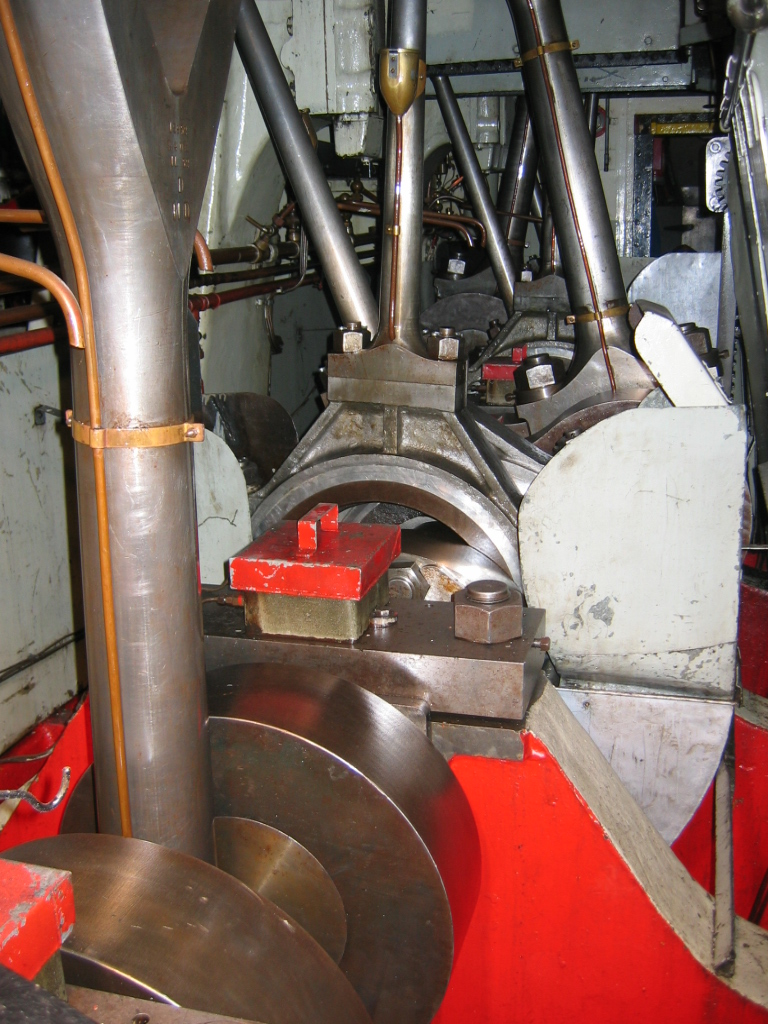
Korbowody okrętowej maszyny parowej

Siłownia przetwarzająca pośrednio energię chemiczną zawartą w paliwie (węgiel kamienny, mazut, ropa naftowa) na energię mechaniczną. W skład jej wchodzą następujące urządzenia: silniki (silniki parowe, turbiny parowe), kotły okrętowe, kondensatory, pompy zasilające i cyrkulacyjne, dmuchawy. Niezbędne są również instalacje: wody zasilającej, parowa, skroplinowa, smarowa, wody zaburtowej (chłodząca). Woda zasilająca jest zamieniana w kotłach okrętowych w parę, skąd dopływa do silnika, zamieniając zawartą w sobie energię cieplną w energię mechaniczną, przekazywaną dalej bezpośrednio (pośrednio) na pędnik wodny. Przepracowana para jest kierowana dalej do kondensatora, gdzie za pomocą wody zaburtowej zostaje skroplona.

### Siłownia parowa tłokowa
Pierwszym statkiem napędzanym maszyną parową był bocznokołowiec Charlotta Dundos zbudowany w 1802 r. Silnikiem głównym w takiej siłowni jest silnik parowy tłokowy dwu- lub trzystopniowy pracujący bezpośrednio (bez przekładni) na wał śrubowy. Stosowano również układy wielu maszyn parowych pracujących na jeden lub dwa wały. Zazwyczaj również wszystkie mechanizmy pomocnicze były napędzane maszynami parowymi. Były to m.in.: agregaty prądotwórcze, pompy, maszynki sterowe, windy kotwiczne i ładunkowe. Zasilano je parą o niewielkim stopniu przegrzania i ciśnieniu do 18 atm. Z uwagi na niewielką sprawność wynoszącą ok. 12%, pod koniec lat czterdziestych XX w. zastosowano dodatkowe turbiny na parę odlotową lub czwarty stopień rozprężania pary w silniku. Jednakże mimo prostoty i niezawodności w zaniechano jej stosowania ze względów ekonomicznych.

### Siłownia parowa turbinowa

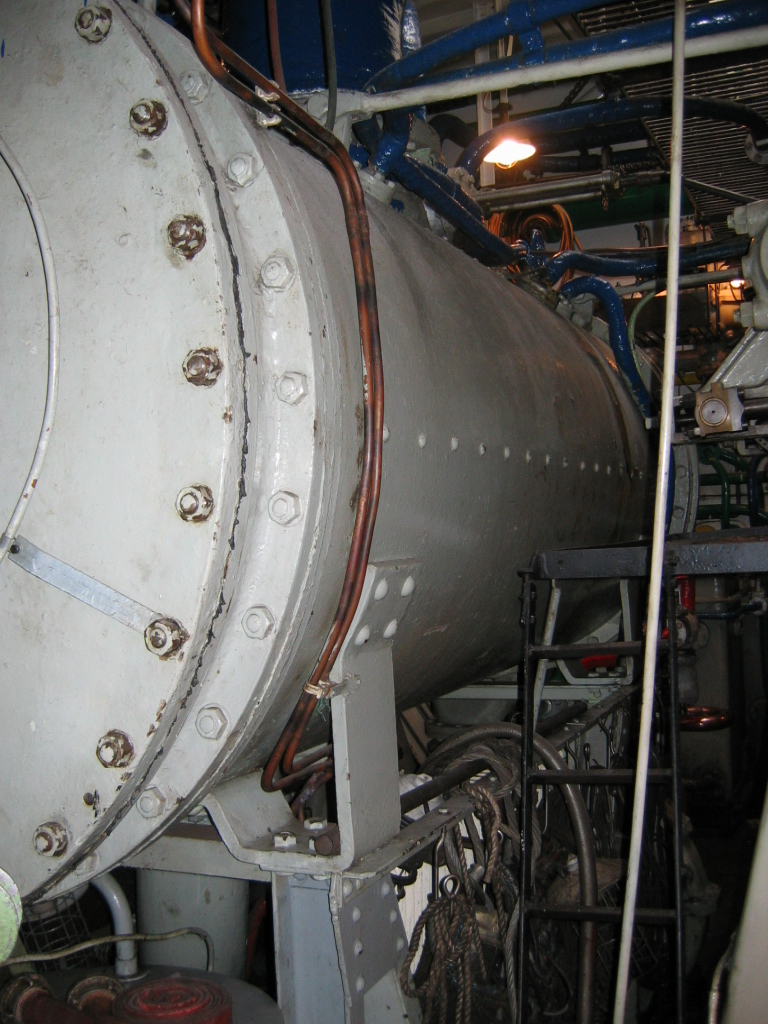
Skraplacz pary na parowcu

W 1897 r. zastosowano po raz pierwszy taką siłownię na parowcu Turbinia. Silnikiem głównym w tym wypadku jest turbina parowa przeważnie reakcyjna (systemu Parsonsa), zasilana parą przegrzaną o ciśnieniu nawet powyżej 100 atm. W celu zapewnienia napędu wstecznego okrętu stosuje się turbiny wstecznego biegu. Rozwiązanie to pozwala uzyskać pow. 20% nominalnej mocy silnika głównego przy ruchu do tyłu. Moc z turbin z uwagi na ich dużą szybkość obrotową jest przekazywana na wał (wały) wyłącznie za pomocą przekładni redukcyjnych. Instalacje i urządzenia pomocnicze w porównaniu do siłowni z maszynami tłokowymi są bardziej skomplikowane i wydajniejsze. Ponieważ ciężar takiej maszynowni przypadający na jednostkę mocy jest o wiele mniejszy, urządzenia te muszą być o wiele wydajniejsze m.in. pompy skroplin i wody zaburtowej mogą być napędzane miniaturowymi turbinami parowymi. Wszystkie instalacje są bardzo podatne na automatyzację, dlatego też stosuje się je do dziś. Siłownie te używane są na gazowcach LNG oraz dużych i bardzo dużych statkach gdzie wymagane są olbrzymie moce. A w przypadku siłowni atomowych nie mają dla siebie alternatywy.

## Siłownia okrętowa spalinowa
Pod koniec XIX w. wynaleziono silnik spalinowy. Na początku był to silnik o zapłonie iskrowym, następnie silnik o zapłonie samoczynnym (Diesla). W silnikach tych w odróżnieniu od silników parowych energia chemiczna jest zamieniana bezpośrednio w energię mechaniczną. Dostrzeżono od razu ich podstawową zaletę, czyli ekonomiczność. Już na początku XX w. pojawiły się pierwsze motorowce napędzane silnikami Diesla. Na okrętach (okręty podwodne, ścigacze) zaczęto stosować silniki benzynowe jako bardziej dojrzałe technicznie, lżejsze i mniej skomplikowane. W trakcie kolejnych lat okazało się, że silniki spalinowe o zapłonie samoczynnym sprawdzają się na statkach, które mają duży zasięg i stosunkowo wysoką prędkość eksploatacyjną. Ekonomia powoli zwyciężała. Jednak węgiel kamienny był łatwo dostępny i znacznie tańszy od ropy naftowej. Dopiero II wojna światowa spowodowała przełom. Skonstruowano silniki wysokoprężne zdolne spalać paliwa gorsze od klasycznego oleju napędowego, zaczęto praktyczne stosować turbiny gazowe. W 1947 r. ruszyła produkcja turbin gazowych dla kutrów torpedowych. Można było nimi zastąpić dotychczas stosowane silniki benzynowe. Wojna przyniosła nie tylko postęp techniczny, ale upowszechniła ropę naftową i pochodzące z niej produkty. Stały się one łatwo dostępne i tanie. Silniki spalinowe już bez żadnych problemów mogły stać się codziennością we flocie.

### Siłownia spalinowa tłokowa

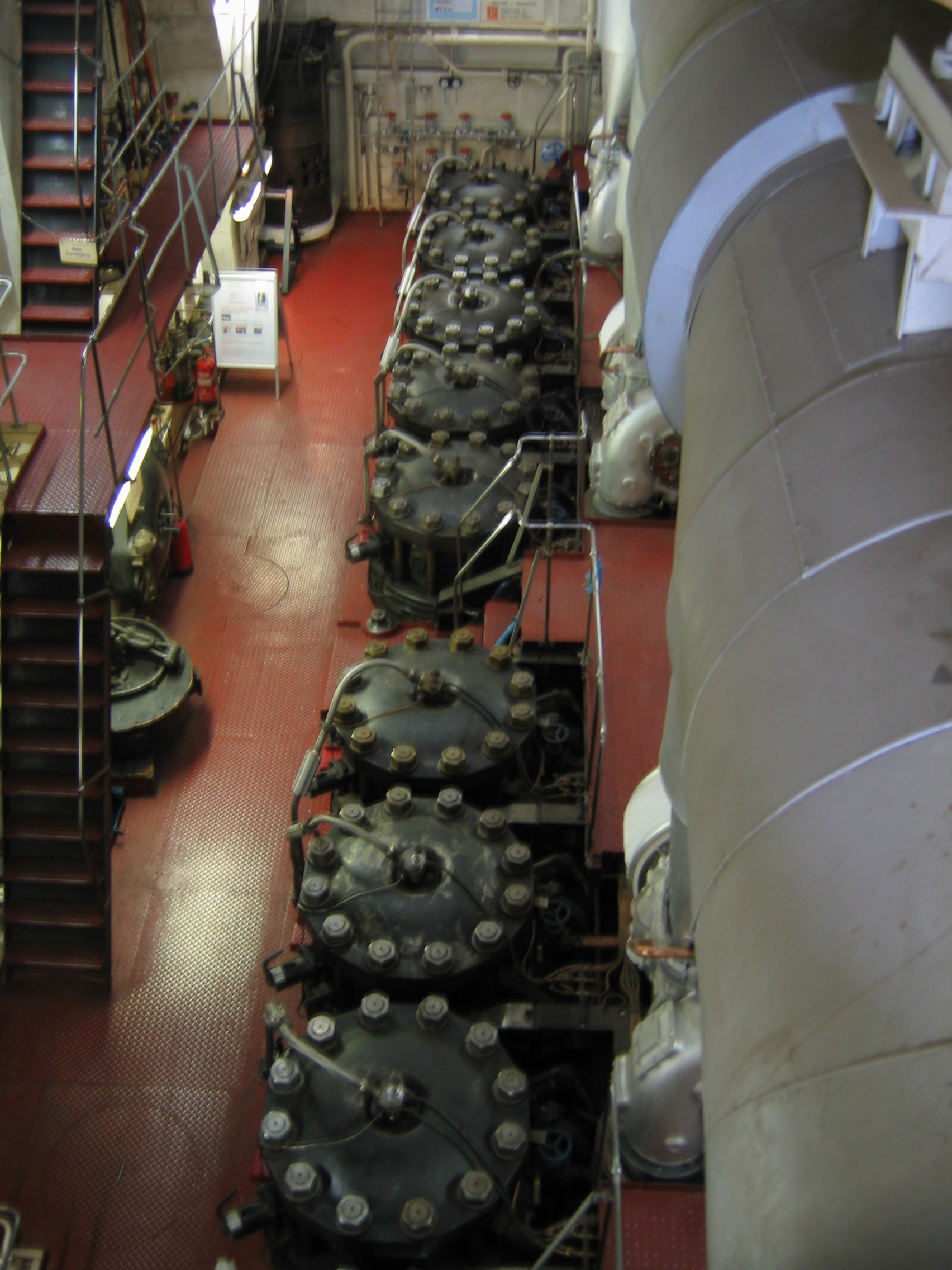
Głowice okrętowego silnika wolnoobrotowego (silnik dwusuwowy)

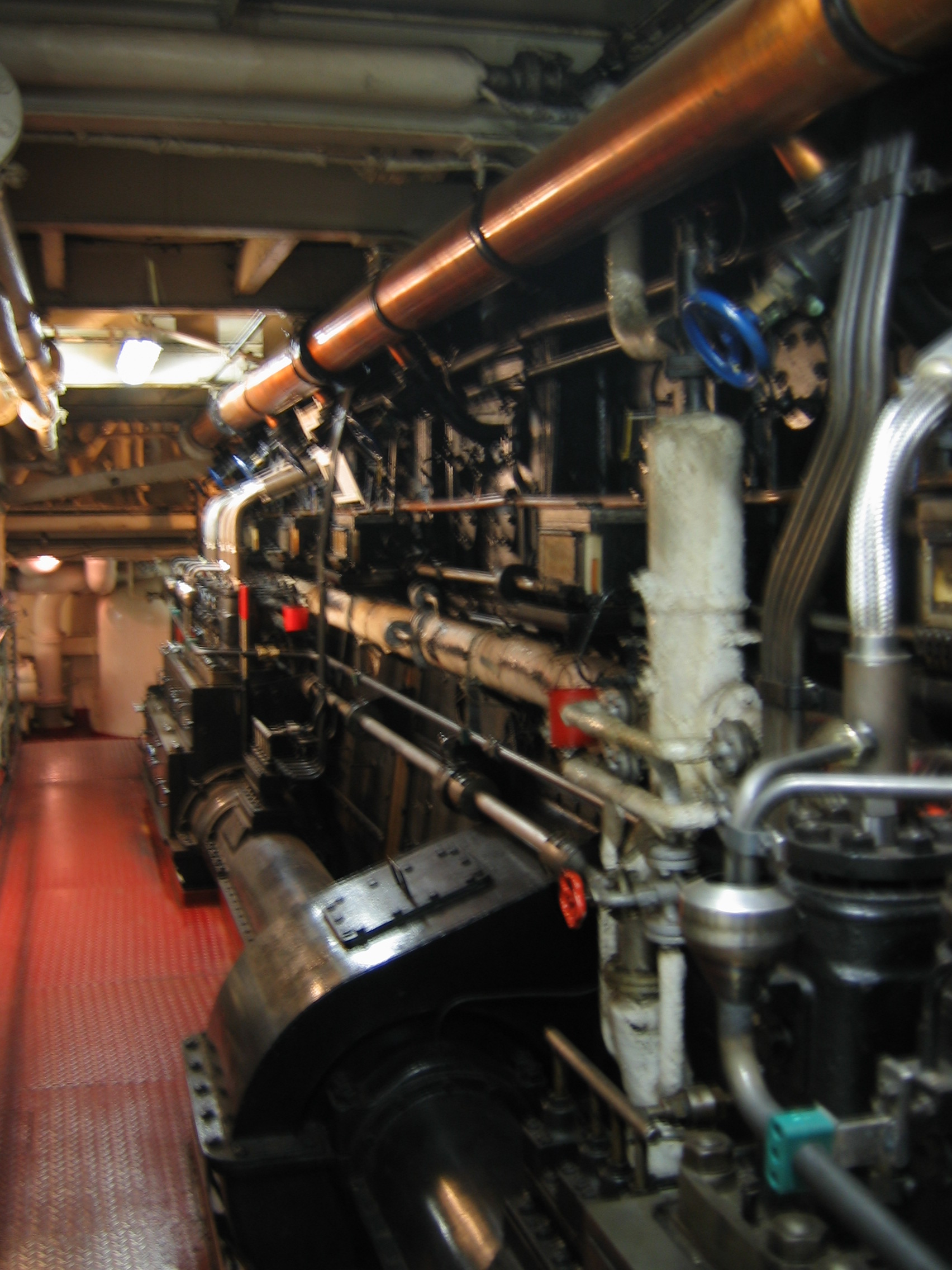
Blok tego silnika (jeden pokład niżej)

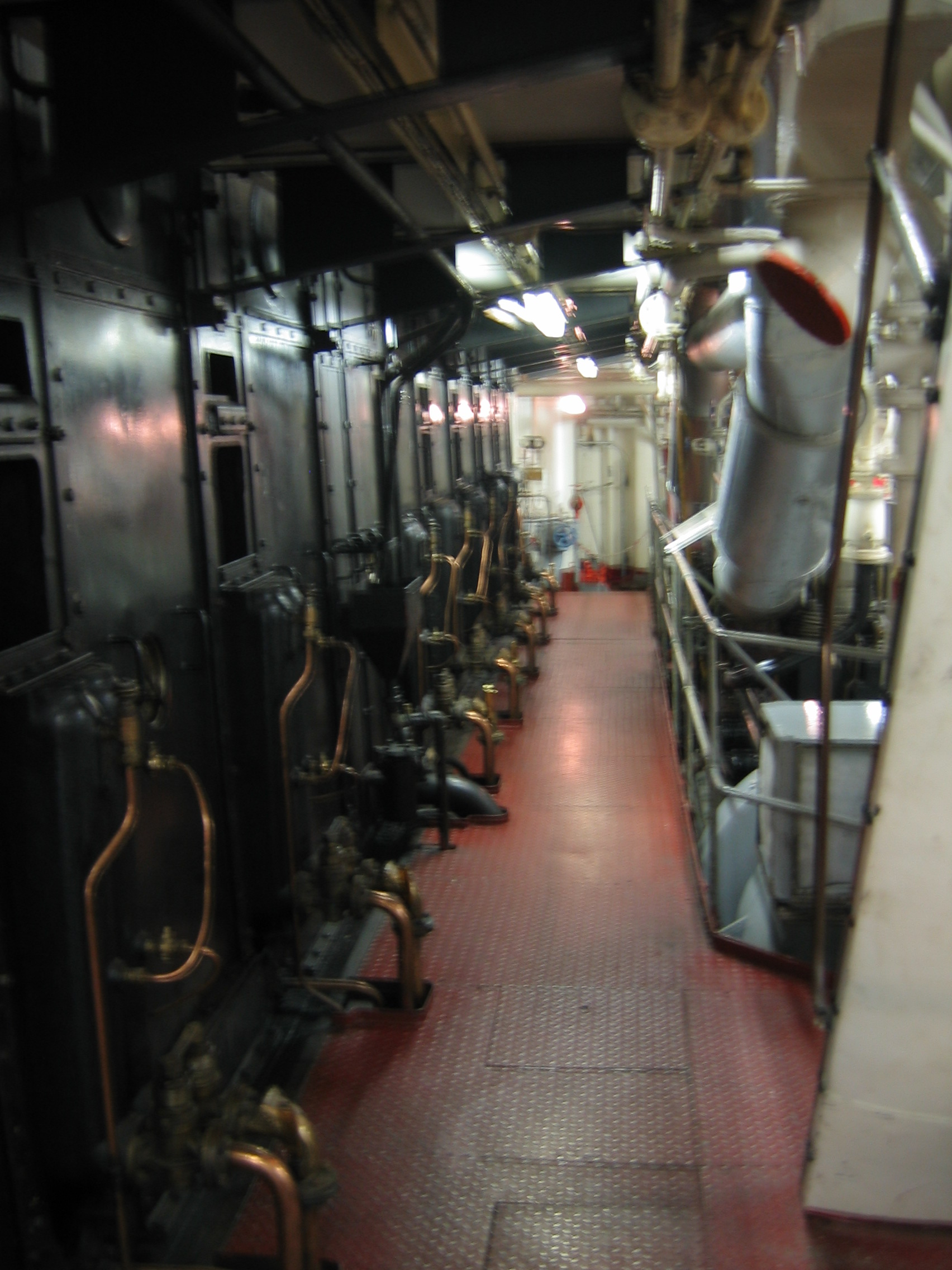
Pokład na wysokości komór podtłokowych tego samego silnika

We flocie handlowej praktyczne zastosowanie znalazły przede wszystkim silniki wysokoprężne wolnoobrotowe (poniżej stukilkudziesięciu obrotów/min) napędzane ciężkimi frakcjami olejowymi ropy naftowej (mazut). Zaletami ich jest:
- duża sprawność (największa z silników Diesla dużo powyżej 40%)
- moc jest przekazywana bezpośrednio na śrubę okrętową, bez konieczności stosowania przekładni redukcyjnych
- niskie wymagania stawiane paliwu
- najmniej skomplikowana budowa z silników wysokoprężnych (szczególnie w silnikach dwusuwowych)
- bardzo duża niezawodność
- niska cena paliwa
- duże bezpieczeństwo (wysoka temperatura zapłonu i niska lotność paliwa)

Budowane są jako silniki w układzie rzędowym (cztero- i dwusuwowe) i charakteryzują się bardzo dużymi rozmiarami oraz masą. W celu uzyskania możliwości ruchu statku do tyłu mają możliwość pracy nawrotnej (obroty wału silnika w obu kierunkach). Funkcjonowania ich zabezpieczają instalacje: paliwowe, podgrzewania paliwa, rozruchowe (powietrzne i elektryczne), chłodzące, smarujące, wydechowe, kontrolno-pomiarowe, przeciwpożarowe, oraz automatyka. Siłownie z silnikiem wolnoobrotowym są zazwyczaj budowane jako jednoprzedziałowe w układzie jednowałowym. W siłowni znajdują się również, agregaty prądotwórcze napędzane silnikami wysokoprężnymi (zazwyczaj wysokoobrotowymi), kotły dostarczające ciepłą wodę i parę, wirówki (separatory) oczyszczające paliwo, chłodnice silnika (chłodzone wodą zaburtową), sprężarki, pompy, rozdzielnie elektryczne, zbiorniki rozchodowe paliwa, centralę kontrolno manewrową (CMK) oraz warsztat maszynowy (mały warsztat mechaniczny).
W przypadku, gdy gabaryty wyżej wymienionych siłowni są za duże np. dla statków pasażerskich, rybackich, stosuje się silniki wysokoprężne średnioobrotowe (od 450 do 1500 obrotów/min). W stosunku do wyżej wymienionych mają znacznie wyższy współczynnik masy (objętości) przypadającej na jednostkę mocy. Same siłownie są mniejsze, a statki osiągają większe prędkości eksploatacyjne, kosztem zmniejszenia ekonomiczności. Spotyka się też częściej siłownie dwuwałowe. Powszechnie stosuje się śruby nastawne, które powodują, że silnik pracuje większość czasu na tych samych obrotach. Nie trzeba też budować silników nawrotnych. Stosunkowo rzadkim rozwiązaniem jest stosowanie przekładni redukcyjnych zamiast wyżej wymienionych śrub. Niewątpliwą zaletą, jaką dają stałe obroty silnika, jest możliwość wykorzystania silnika głównego do produkcji energii elektrycznej. Takie rozwiązania stosowane są m.in. na trawlerach rybackich w postaci prądnicy wałowej. Wymagania stawiane paliwu są większe, choć dalej stosuje się do napędu cięższe frakcje ropy niż olej napędowy (np. latem) i jego zużycie jest większe na jednostkę mocy. Sama budowa siłowni z silnikiem średnioobrotowym niewiele się różni w stosunku do maszynowni z silnikiem wolnoobrotowym. Jedyną różnicą jest jej mniejsza powierzchnia i objętość.
W przypadku małych jednostek oraz tych, dla których wymagana jest duża prędkość eksploatacyjna jedyną możliwością jest zastosowanie silników wysokoprężnych wysokoobrotowych (powyżej 1500 obrotów/min). Siłownie są małe, nie trzeba stosować układów podgrzewania paliwa. Silniki wymagają stosunkowo drogiego oleju napędowego (lub zbliżonej frakcji ropy naftowej), wzrasta zużycie paliwa na jednostkę mocy. Zazwyczaj stosowane są siłownie wielowałowe, przekładnie redukcyjno-nawrotne, same silniki mogą mieć inny układ niż rzędowy, najczęściej układ V, rzadziej delta lub gwiazda. Nie spotyka się też silników dwusuwowych. Siłownie też częściej mogą mieć układ wieloprzedziałowy.
W marynarce wojennej najczęściej stosowane są siłownie wieloprzedziałowe. Często okręty mają więcej niż jeden wał. Na okrętach bojowych zastosowanie znalazły przede wszystkim silniki średnio-i wysokoobrotowe podłączone to przekładni redukcyjno-nawrotnych, zbiorczych. Jedynie na jednostkach pomocniczych stosowane są sporadycznie silniki wolnoobrotowe. Siłownie okrętowe zazwyczaj też są budowane jako siłownie okrętowe kombinowane.

### Siłownia spalinowa turbinowa
O ile siłownia spalinowa tłokowa najczęściej występuje na statkach, to siłownia turbinowa spalinowa jest praktycznie domeną okrętów wojennych. Przyczyniły się do tego: duży współczynnik mocy do objętości i masy, niższa ekonomiczność niż silników wysokoprężnych, większe wymagania stawiane paliwu, modułowość budowy, konieczność stosowania drogich przekładni redukcyjnych (prędkości obrotowe turbin przekraczają 10 000 obrotów/min). Zaletami turbin gazowych są też: prostota obsługi, łatwość automatyzacji, duża niezawodność. Siłownie te budowane są w układzie dwu- rzadziej jedno- lub wielowałowym, często ze śrubami nastawnymi. Do zapewnienia ruchu wstecz, gdy nie stosuje się śrub nastawnych, zachodzi konieczność zabudowy osobnych silników biegu wstecznego. Siłownie turbinowe spalinowe są stosowane w układzie "czystym" jak i też jako siłownie kombinowane. W stosunku do siłowni okrętowych spalinowych tłokowych w tych siłowniach nie ma istotnych różnic w budowie instalacji i urządzeń pomocniczych, z wyjątkiem pojawienia się instalacji wlotowej i wylotowej (odpowiednik wydechowej). Powodem istnienia tych instalacji jest bardzo duże zapotrzebowanie turbin gazowych na powietrze, które wraz ze spalinami po podgrzaniu jest czynnikiem roboczym w silniku tego typu.

## Siłownia jądrowa

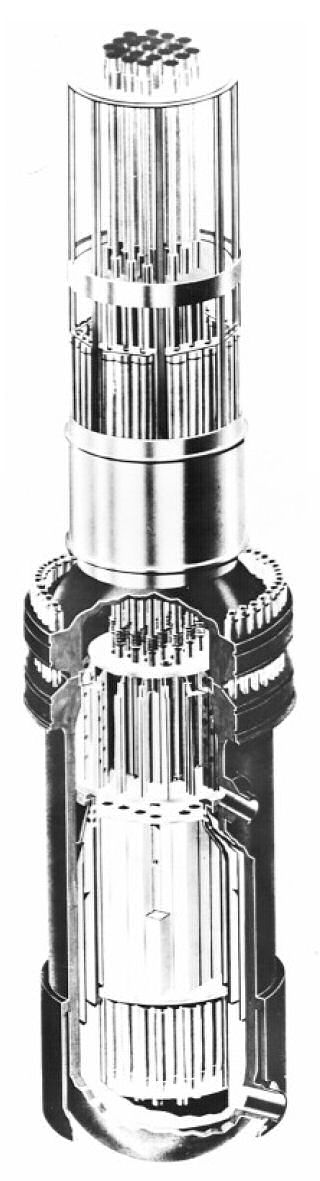
Reaktor frachtowca NS Savannah

Siłownia, która jako silnik używa jednej lub wielu turbin parowych. Jedyną różnicą do wcześniej opisanej siłowni jest wykorzystywanie jako źródła ciepła reaktora jądrowego. Różnica ta jednak ma decydujący wpływ na całkiem inną budowę siłowni. Koniecznością jest stosowanie zabezpieczeń i instalacji chroniących załogę i środowisko przed promieniowaniem jonizującym oraz produktami radioaktywnymi. Specyfika ta powoduje, że siłownia ta jest bardzo ciężka i decyduje o konstrukcji okrętu (statku). Często umieszcza się ją na rufie, uzyskując w ten sposób oszczędności wagowe, dzięki skróceniu długości wałów śruby. Najczęściej używanym typem reaktora jądrowego okrętowego jest reaktor wodny ciśnieniowy. Zastosowanie paliwa jądrowego na jednostkach pływających daje im praktycznie nieograniczony zasięg pływania.
Cywilne statki towarowe, które wyposażono we wczesne reaktory używające nisko wzbogaconego paliwa uranowego, nie odniosły sukcesu ze względu na niską opłacalność takiego rozwiązania. Zbudowano tylko cztery jednostki: Savannah (USA, 1962–1972), Otto Hahn (Niemcy, 1968–1979), Mutsu (Japonia, 1970–1992, nigdy nie przetransportował komercyjnego ładunku) oraz Siewmorput´ (Rosja, 1988), który pływa do dziś.
Swoją przydatność udowodniła za to flota rosyjskich lodołamaczy o napędzie jądrowym. Jednostki oceaniczne: Lenin (1959–1989, obecnie pełni rolę statku-muzeum), Arktyka (1975–2008, pierwszy okręt nawodny, który osiągnął biegun północny, oczekuje na złomowanie), Syberia (1978–1993, oczekuje na złomowanie), Rosja (1985), Sowiecki Sojuz (1989), Jamał (1992), 50 Lat Zwycięstwa (2007, wcześniej: Ural). Jednostki rzeczne: Tajmyr (1989), Wajgacz (1989).

## Siłownie okrętowe elektryczne

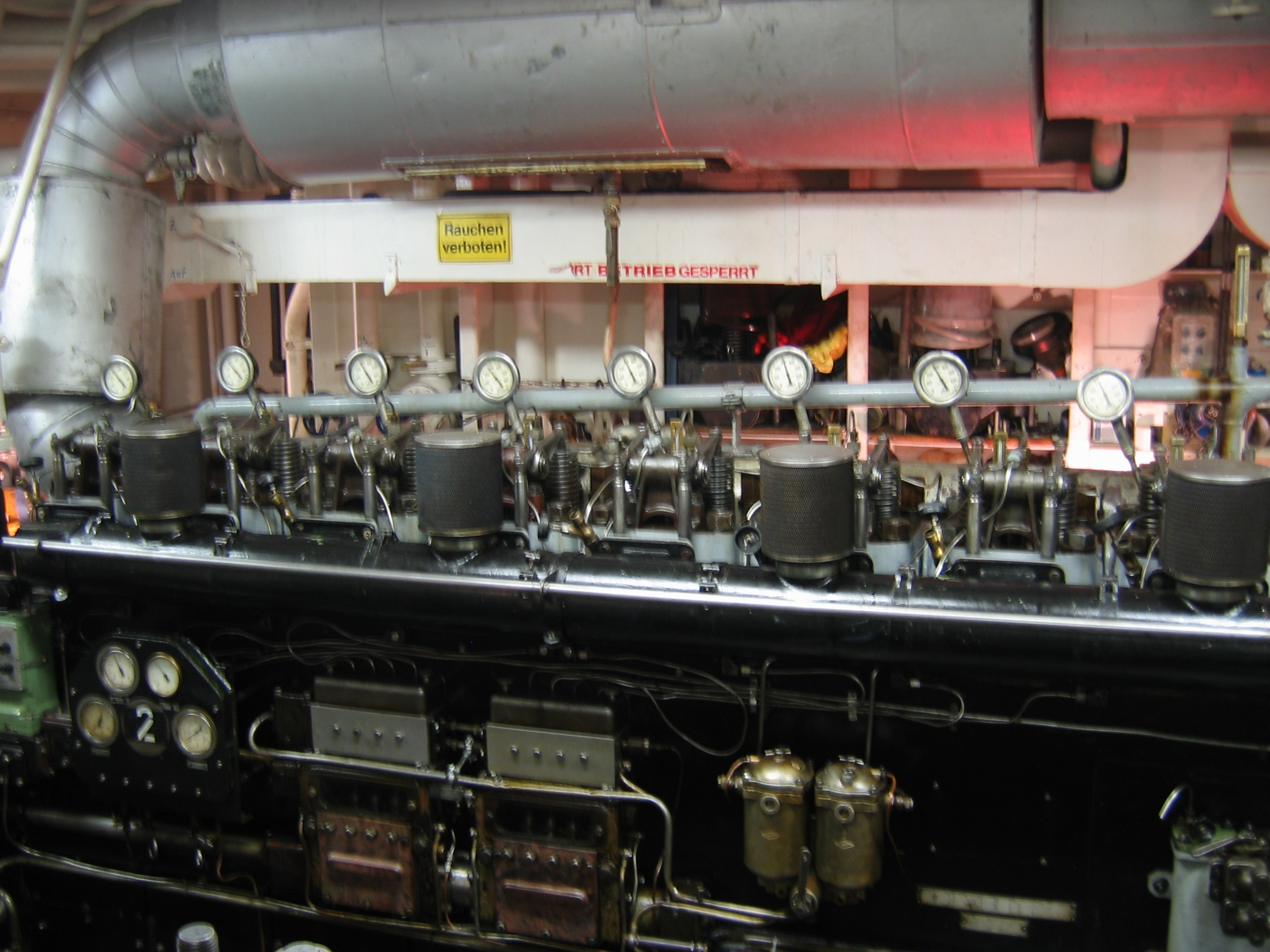
Agregat prądotwórczy na drobnicowcu lata 60. XX w

Siłownie, w których stosowany jest system składający się z silników głównych, napędzanych nimi generatorów energii elektrycznej, układy sterujące oraz silniki elektryczne napędzające pędniki wodne. Jako silniki napędowe stosowane są: turbiny parowe, silniki spalinowe tłokowe oraz turbiny gazowe. Silniki elektryczne mogą być zasilane prądem stałym lub zmiennym (silniki synchroniczne, asynchroniczne, synchroniczno-asynchroniczne). Siłownie tego typu stosuje się na klasycznych okrętach podwodnych, bardzo rzadko też na okrętach je zwalczających (korwety, fregaty – cichość napędu) lub czasami na statkach: lodołamaczach, holownikach, okrętach ratowniczych, statkach badawczych, promach (wszędzie tam gdzie wymaga się dużej manewrowości). Zaletami ich są: dowolność lokalizacji siłowni spalinowej (parowej), stosowanie silników nienawrotnych i o dużej prędkości obrotowej, mała długość wałów śruby, możliwość zastosowania wielu takich samych standardowych silników spalinowych pozwalająca na ich optymalne obciążenie i łatwe remonty. Wadami są: duża masa siłowni elektrycznej, niska sprawność energetyczna, wysoki koszt budowy, konieczność obsługi przez liczniejszą załogę, wysokie koszty remontów.